# Phalaenopsis honghenensis
Phalaenopsis honghenensis (возможное русское название Фаленопсис хонгхененсис) — эпифитное трявянистое растение семейства Орхидные.
Вид не имеет устоявшегося русского названия, в русскоязычных источниках используется научное название Phalaenopsis honghenensis.

## Биологическое описание
Ствол короткий, до 1 см, скрыт основаниями 1-2 листьев. Листья темно-зеленые, продолговато-овальные, заостренные, длиной до 7 см, шириной около 2,5 см. Основания листьев с сиреневым налётом. Соцветие простое, 7-8 см, несёт до 6 цветов.
Цветки белые, иногда чуть зеленоватые, розовеющие к центру, от 1,6 до 2,2 см в диаметре. Губа розовая, или сиренево-розовая.

## Ареал, экологические особенности
Провинция Юньнань (Китай), горные леса до 2000 м. 
Горные леса на высоте около 2000 м над уровнем моря. 
Средние температуры (Yunnan, горный регион Тэнчун, 1600 метров над уровнем моря. (ночь\день)). 

• январь — 0\17° 

• февраль — 2\18° 

• март — 5\23° 

• апрель — 9\24° 

• май — 14\25° 

• июнь — 16\23° 

• июль — 17\24° 

• август — 17\25° 

• сентябрь — 15\25° 

• октябрь — 12\21° 

• ноябрь — 5\20° 

• декабрь — 3\16°
Осадки (мм) Yunnan, горный регион Тэнчун, 1600 метров над уровнем моря.

• январь 10 

• февраль — ? 

• март — 40 

• апрель — 30 

• май — 70 

• июнь — 140 

• июль — 240 

• август — 300 

• сентябрь — 270 

• октябрь — 150 

• ноябрь — 140 

• декабрь — 30

## В культуре
Температурная группа: холодная, умеренная. 

Часто путают в культуре с Phalaenopsis wilsonii, под именем которого растение широко экспортировалось Китаем. Также иногда встречается в продаже под названиями Phalaenopsis Hainanensis и stobartiana.
Для нормального цветения обязателен перепад температур день/ночь в 5-8°С.
 Освещение — полутень, тень. Прямых солнечных лучей не переносит. 
Относительная влажность воздуха 65-80 %.
Общая информация о агротехнике в статье Фаленопсис.

## Первичныегибриды(грексы)
- Honghen Love — honghenensis х lobbii (Hou Tse Liu) 2007
- Musick Sweetheart — honghenensis х gibbosa (F.&M. Kaufmann) 2003